# Lebertia setosa
Lebertia setosa är en kvalsterart som beskrevs av Koenike 1912. Lebertia setosa ingår i släktet Lebertia och familjen Lebertiidae. Inga underarter finns listade i Catalogue of Life.